# Anahí Berneri
Anahí Berneri (Martínez, San Isidro, provincia de Buenos Aires; 1975) es una directora, guionista y productora de cine argentina, que se convirtió en 2017 en la primera mujer cineasta de habla hispana y segunda en la historia (después de Xu Jinglei) en ganar la Concha de Plata a la mejor directora en la 65° edición del Festival Internacional de Cine de San Sebastián por su película Alanis.

## Carrera
Es egresada de la carrera de Productor de Medio Audiovisuales del Instituto ORT y graduada del Institute National de L'audiovisuel de Paris.
Su debut como directora y guionista fue con la película Un año sin amor. El filme obtuvo más de 15 premios internacionales y fue distribuida en Estados Unidos, Francia, Reino Unido, Alemania, Holanda, Tailandia y España, entre otros países. 
Su segunda película, Encarnación, participó de la competencia oficial del Festival de San Sebastián donde obtuvo el premio FIPRESCI. Por tu culpa es su tercer largometraje protagonizado por Érica Rivas.
Gracias a su trayectoria y sus reconocimientos como directora, formó parte del jurado de la sección oficial en el Festival de San Sebastián en 2016.
Desde 2016 es docente en la Escuela Nacional de Experimentación y Realización Cinematográfica (ENERC) de Buenos Aires, Argentina, y también en la Universidad Nacional de las Artes, en la Licenciatura en Artes de la Escritura. 
En 2017, su cinta 'Alanís', centrada en mujeres que eligen la prostitución como trabajo, fue la obra más premiada del Festival de San Sebastián al recibir tres galardones: la Concha de Plata a mejor dirección, a la mejor actriz, por Sofía Gala Castiglione, y el Premio Cooperación Española.

## Filmografía
Directora y Guionista
- 1997: Modelo para armar (corto)
- 2005: Un año sin amor
- 2007: Encarnación
- 2010: Por tu culpa
- 2014: Aire libre
- 2017: Alanís
- 2023: Elena sabe

## Premios y distinciones
Festival Internacional de Cine de San Sebastián
| Año  | Categoría                         | Película    | Resultado |
| ---- | --------------------------------- | ----------- | --------- |
| 2007 | Premio FIPRESCI                   | Encarnación | Ganador   |
| 2017 | Concha de Plata al mejor director | Alanis      | Ganador   |
| 2017 | Premio Cooperación Española       | Alanis      | Ganador   |